# Onthophagus regalis
Onthophagus regalis là một loài bọ cánh cứng trong họ Bọ hung (Scarabaeidae).